# Natschbach-Loipersbach
Natschbach-Loipersbach est une commune autrichienne du district de Neunkirchen en Basse-Autriche.

## Géographie
Elle est située à l'est du massif de Rax et Schneeberg, et au sud de Neunkirchen, près de l'autoroute S6.

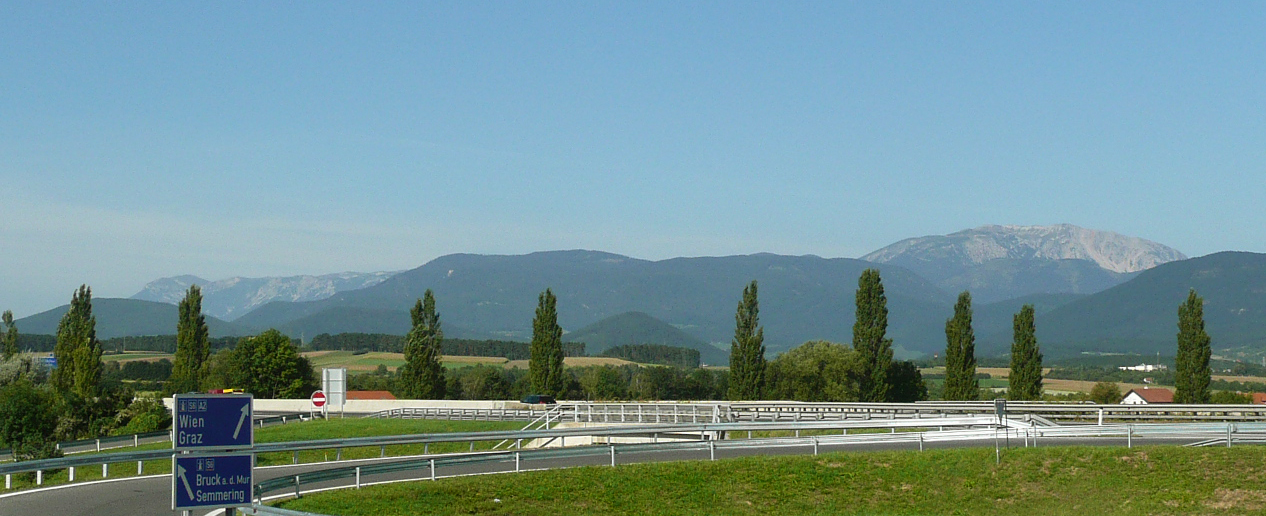
Le massif du Schneeberg visible à 24 km

.